# McCartney II
McCartney II, pubblicato nel 1980, è il terzo album di Paul McCartney come solista, il primo dopo lo scioglimento dei Wings.
Contiene principalmente brani sperimentali, realizzati interamente dal solo McCartney in gran parte mediante sintetizzatori.

## Storia
Paul registrò tutto il disco in completa solitudine nella sua fattoria in Scozia, suonando tutti gli strumenti e manovrando le apparecchiature tecniche.
Appena dopo l'uscita di quello che poi si rivelerà essere l'ultimo album dei Wings, Back to the Egg, McCartney si rinchiuse nella sua fattoria in Scozia per iniziare qualche nuova registrazione casalinga nel luglio del 1979. La prima canzone che registrò fu Check My Machine, per provare la funzionalità delle apparecchiature, come lascia intendere il titolo stesso del brano. Alla fine delle sessioni, si ritrovò ad aver registrato più di venti nuove canzoni. Non avendo intenzione di usarle subito, McCartney le accantonò per tornare a lavorare con i Wings in preparazione del tour britannico della band fissato per il novembre e dicembre seguenti.

### L'arresto per droga in Giappone
Dopo anni di ostruzionismo dovuto al suo passato di consumatore di marijuana, il Giappone aveva finalmente acconsentito che McCartney, con i Wings, si esibisse sul proprio territorio. Sarebbe stata la prima volta dai tempi dei Beatles nel 1966 per McCartney. L'attesa per l'evento era molto alta e i biglietti per il concerto andarono completamente esauriti in poche ore. Al suo arrivo all'aeroporto di Tokyo il 16 gennaio 1980, durante una perquisizione del bagaglio di McCartney furono trovati 219 grammi di marijuana, e quindi venne arrestato e il tour cancellato. Dopo nove giorni di carcere, McCartney fu rilasciato e fece ritorno a casa nella sua fattoria scozzese. Decidendo di mettere in “stand by” gli Wings per riflettere sul suo futuro, rimise mano al materiale registrato l'estate precedente.

### Coming Up
Coming Up apparve in aprile su singolo, accompagnato da un video (dove Paul impersonava tutti i componenti dell'immaginaria band chiamata “The Plastic Macs”, ad eccezione delle coriste (interpretate da Linda)) e con due B-side degli Wings: Coming Up (Live At Glasgow), registrata durante il tour degli Wings del dicembre 1979, e Lunch Box/Odd Sox (uno scarto di Venus and Mars). Il singolo schizzò subito alla posizione numero 2 in Inghilterra diventando presto un importante successo commerciale anche negli Stati Uniti dove raggiunse la prima posizione, creando grosse aspettative per l'uscita del prossimo disco di McCartney. La versione live con gli Wings di Coming Up fu anche inclusa, come bonus disc, nelle prime stampe di McCartney II pubblicate in USA e in Canada.

## Accoglienza
| Recensione                    | Giudizio      |
| ----------------------------- | ------------- |
| Robert Christgau              | C             |
| AllMusic                      |               |
| Los Angeles Times             | (sfavorevole) |
| Rolling Stone                 | (sfavorevole) |
| Smash Hits                    | 5/10          |
| Sounds                        | (favorevole)  |
| Encyclopedia of Popular Music | [ 9 ]         |
| Q                             | [ 10 ]        |
| Record Collector              | [ 11 ]        |
| The Rolling Stone Album Guide | [ 12 ]        |
| Ondarock                      | 6/10          |

McCartney II fu pubblicato a metà maggio del 1980 accompagnato da critiche contrastanti; molti critici trovarono l'album troppo stucchevolmente sperimentale, con tutti quei brani infarciti di suoni sintetici registrati in maniera amatoriale. I giudizi negativi non lo fermarono però, dal raggiungere il numero 1 in Gran Bretagna e la terza posizione negli USA. Il singolo successivo, l'introspettiva Waterfalls, fu un successo da Top 10 in Inghilterra, ma passò inosservato negli USA.
A dispetto dei giudizi perplessi della critica, McCartney II è diventato nel tempo uno degli album preferiti dai fan di McCartney.

L'uscita iniziale del disco su compact disc aveva Check My Machine e Secret Friend come bonus tracks. Le due canzoni erano state originariamente pubblicate come B-side dei singoli Waterfalls e Temporary Secretary. Nel 1993, McCartney II fu rimasterizzato e pubblicato su CD come parte della serie "The Paul McCartney Collection" con Goodnight Tonight (successo datato 1979 degli Wings) aggiunta come terza bonus track.
Nel 1986 durante un'intervista alla BBC inclusa nell'home video The Paul McCartney Special, McCartney disse che l'album non gli piaceva più e che i sintetizzatori "suonavano finti".

## Tracce

### Lato A
1. Coming Up – 3:54
2. Temporary Secretary – 3:15
3. On the Way – 3:38
4. Waterfalls – 4:43
5. Nobody Knows – 2:52

### Lato B
1. Front Parlour – 3:33
2. Summer's Day Song – 3:26
3. Frozen Jap – 3:41
4. Bogey Music – 3:28
5. Darkroom – 2:20
6. One of These Days – 3:36

### Tracce Bonus - Edizione rimasterizzata del 1993
1. Goodnight Tonight (Singolo, 23/3/1979) - 4:18
2. Check My Machine (Lato B del singolo Waterfalls, 13/6/1980) - 5:51
3. Secret Friend (Lato B del 12" Temporary Secretary, 12/9/1980) - 10:30

### Ristampa 2011: The Paul McCartney Archive Collection
Nel 2011 l'album è stato nuovamente ristampato dalla Hear Music/Concord Music Group come parte della serie "Paul McCartney Archive Collection". Il disco è stato pubblicato in diversi formati:
- 2-CD Special Edition che include un CD di materiale bonus in aggiunta all'album originale rimasterizzato.
- 3-CD/1-DVD Deluxe Edition che include tutto il materiale sopracitato e un libro in edizione limitata di 128 pagine con molte foto inedite del periodo. Il DVD contiene materiale raro o precedentemente inedito, incluse le foto del backstage della registrazione del video di Coming Up e un nuovo video per la traccia inedita Blue Sway.
- Doppio LP in vinile contenente il medesimo materiale della Special Edition.

#### Tracce
Disc 1
- Il primo CD contiene le stesse canzoni del disco singolo

Disc 2: "Bonus Audio 1" (Special, Vinyl and Deluxe Editions)
1. Blue Sway (con orchestrazione di Richard Niles) - previously unreleased - 4:35
2. Coming Up (Live at the Apollo Theatre, Glasgow - December 17, 1979) - 4:08
3. Check My Machine (Regular Single B-side Edited Version) - 5:50
4. Bogey Wobble - previously unreleased - 2:59
5. Secret Friend (Full Length Version) - 10:31
6. Mr H Atom / You Know I'll Get You Baby - previously unreleased - 5:55
7. Wonderful Christmastime (Regular A-side Version) - 3:47
8. All You Horse Riders / Blue Sway - previously unreleased - 10:15

Disc 3: "Bonus Audio 2" (Deluxe Edition)
1. Coming Up [Full Length Version] - 5:34
2. Front Parlour [Full Length Version] - 5:15
3. Frozen Jap [Full Length Version] - 5:43
4. Darkroom [Full Length Version] - 3:45
5. Check My Machine [Full Length Version] - 8:58
6. Wonderful Christmastime [Full Length Version] - 4:15
7. Summer's Day Song [Original without vocals] - 3:25
8. Waterfalls (DJ edit) - 3:20

DVD (Deluxe Edition)
1. Meet Paul McCartney
2. Coming Up (music video)
3. Waterfalls (music video)
4. Wonderful Christmastime (music video)
5. Coming Up (live al "Concert for the People of Kampuchea" - 29 dicembre 1979)
6. Coming Up (sessione di registrazione di prova alla Lower Gate Farm, 1979)
7. Making the Coming Up Music Video
8. Blue Sway (music video)